# Grubhof (Tiefenbach)
Grubhof ist ein Ortsteil der Gemeinde Tiefenbach im Oberpfälzer Landkreis Cham, Bayern.

## Geographische Lage
Der Weiler Grubhof liegt auf dem westlichen Ufer der Bayerischen Schwarzach 1 km südlich des Silbersees. Ungefähr 1 km nördlich von Stein zweigt eine schmale Straße von der Staatsstraße 2400 nach Osten Richtung Silbersee und Witzelsmühle ab. Nach etwa 1,5 km, vor der Brücke über die Bayerische Schwarzach, führt ein Weg nach Grubhof Richtung Süden.

## Geschichte
Bis in die 1950er Jahre gab es in Grubhof eine Mühle. Anfang des 20. Jahrhunderts wurden an die Mehlqualität zunehmend höhere Ansprüche gestellt, die die kleinen Mühlen nicht mehr erfüllen konnten und nach und nach ihre Mahlrechte an die großen Müllereibetriebe verkauften.
Zum Stichtag 23. März 1913 (Osterfest) wurde Grubhof als Teil der exponierten Kooperatur Hiltersried der Pfarrei Schönthal mit drei Häusern und 22 Einwohnern aufgeführt.
Im Zuge der Gebietsreform in Bayern wurde Grubhof als Teil der Gemeinde Katzelsried am 1. Mai 1978 in die Gemeinde Tiefenbach eingegliedert.
Am 31. Dezember 1990 war Grubhof mit 14 Einwohnern Teil der Pfarrei Hiltersried.